# Tadeusz Etter

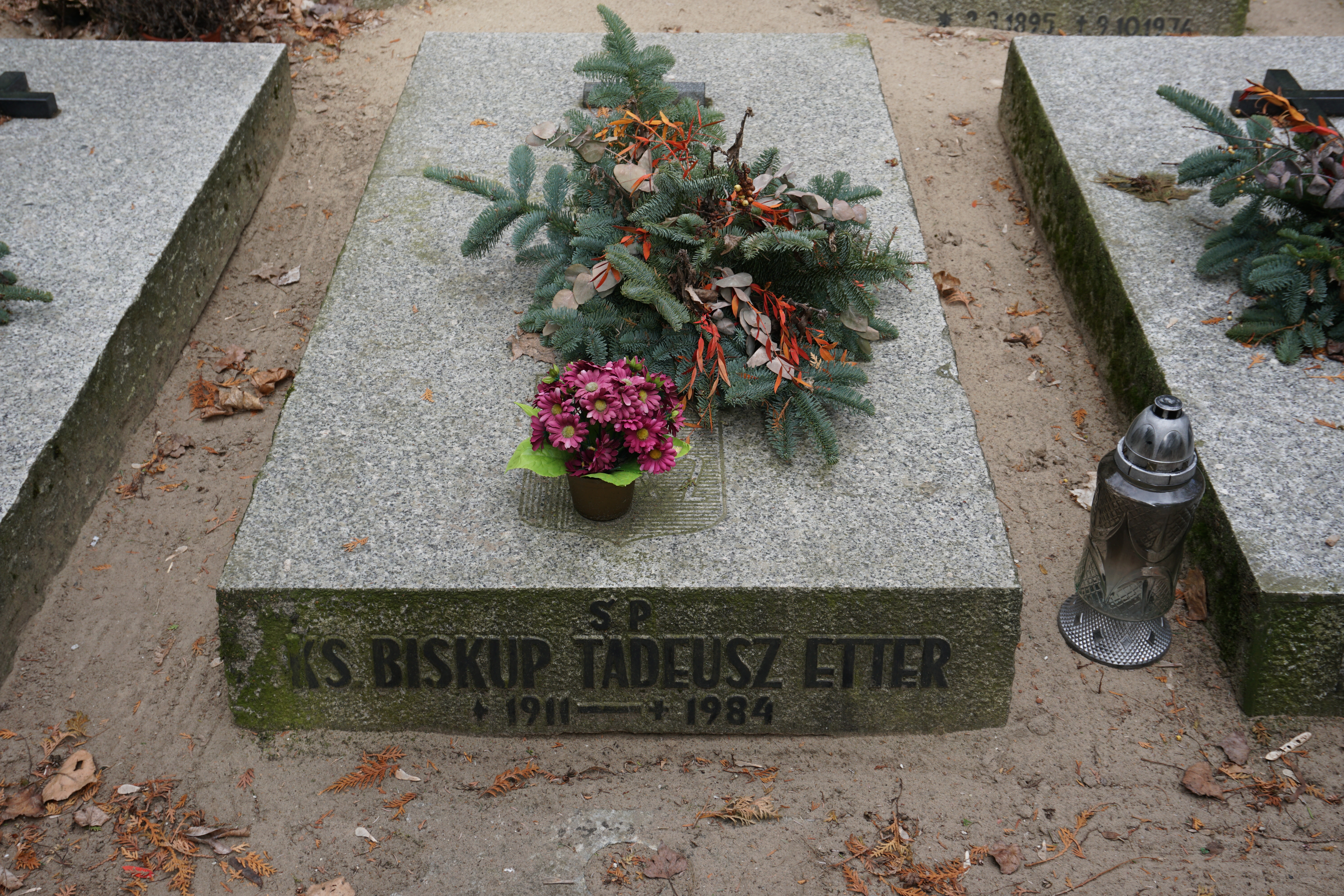
Grób Tadeusza Ettera na cmentarzu Miłostowo w Poznaniu

Tadeusz Etter (ur. 16 maja 1911 w Poznaniu, zm. 18 grudnia 1984 tamże) – polski duchowny rzymskokatolicki, biskup pomocniczy poznański w latach 1959–1984.

## Życiorys
17 czerwca 1934 w Poznaniu otrzymał święcenia kapłańskie. Pełnił funkcję wikariusza w Bninie i prefekta w Poznaniu. Podczas okupacji był więziony w Dachau i Gusen (1940–1945), pracował następnie wśród emigracji polskiej w Niemczech. Po powrocie do kraju był wikariuszem i sędzią Sądu Metropolitalnego w Poznaniu.
16 lipca 1959 został mianowany biskupem pomocniczym archidiecezji poznańskiej i biskupem tytularnym Bonitzy. Sakry biskupiej udzielił mu 25 października 1959 arcybiskup Antoni Baraniak. Jako dewizę biskupią przyjął słowa „Fiat voluntas Tua” (Bądź wola Twoja). Zajmował stanowisko wikariusza generalnego archidiecezji poznańskiej, kanonika kapituły poznańskiej i redaktora naczelnego pisma „Biblioteka Kaznodziejska” w latach 1956–1984.
W 1963 brał udział w II sesji soboru watykańskiego II.
Został pochowany w kwaterze kanoników kapituły metropolitalnej na cmentarzu Miłostowo w Poznaniu.